# Thomas Berglund
Thomas Fredrik Berglund, född den 18 juni 1952 är en svensk civilekonom, tidigare verksam dels som rådgivare i regeringskansliet och politiskt aktiv i Folkpartiet 1979–1982, dels som VD för Securitas åren 1993–2007 samt som styrelseordförande och VD för Capio 2008–2018. År 2019 blev han styrelseordförande i Aleris.